# Buccaneers
Buccaneers est une revue publiée par Quality Comics de janvier 1950 à mai 1951 sur 9 numéros.

## Contexte
Quality Comics était une maison d’édition de moyenne envergure active de 1937 à 1956. Sa revue la plus connue fut Military Comics qui se poursuivit sous le titre Modern Comics jusqu’en 1950 avec 102 numéros. C’est dans ce journal qu’officiait son héros le plus célèbre : Blackhawk.

Dans les autres réussites de cet éditeur on soulignera Web of Evil, un magazine d’horreur (21 # de 1952 à 1954), T-Man une délicieuse (et surtout désuète) bande d’espionnage (38 # de 1951 à 1956) et bien sûr Plastic Man (64 # de 1943 à 1956).
Buccaneers prend la suite de Kid Eternity dont il continue d’ailleurs la numérotation.
Au début des années 50 le vent souffle de nouveau vers les histoires de pirates. Si l’on excepte Le Pirate, la comédie musicale de Vincente Minnelli avec Judy Garland, cela fait maintenant 5 ans que les amateurs n’ont plus rien à se mettre sous la dent. Or voilà qu’on annonce plusieurs films du genre à commencer par Le Faucon d'or (1950) avec la piquante Rhonda Fleming, on parle aussi du projet de La Flibustière des Antilles de Jacques Tourneur qui sortira un an plus tard. Dans cette vague, il faudrait aussi citer Barbe-Noire, le pirate (1952) de Raoul Walsh, Les Boucaniers de la Jamaïque (1952), le Roi Pirate (1952) avec John Derek, le futur mari de Bo.

Quality entend, comme d’autres, profiter de ces remous "piratesques".

## La revue
Le journal est basé sur l’apparition de héros récurrents. Pour toucher davantage de lecteurs, Quality, comme Hillman avec Pirates Comics, brasse différents héros à différentes époques.

Les voici pour mémoire :

### Adam Peril
Officier de l’US Navy, Adam Peril est secrètement chargé par Thomas Jefferson, alors président des États-Unis, d’une mission à La Nouvelle-Orléans, à l’époque encore espagnole. C’est lors de ce premier épisode qu’il rencontre son second, Tiny, en fait un véritable Hercule et Anita Valdez, redoutable et charmante agent(e) secrète des États-Unis.

Après avoir bourlingué sur le golfe du Mexique et touché du doigt une sorte de vaudou, leur dernière aventure les enverra en Tripolitaine, là où est né le corps des Marines.

### Black Roger
Dépossédé de ses biens, Roger Randolph va être vendu comme esclave aux Barbaresques mais c’est compter sans son énergie qui va renverser des montagnes et en l’occurrence libérer des galériens. Le voici donc devenu Black Roger portant désormais un loup sur son visage et le pire ennemi des pirates barbaresques.

Il convient de soigner que « la prise de vue des vignettes » fait souvent penser aux dessinateurs de strips quotidiens. Par ailleurs, certaines cases par leur mise en scène, et même si le dessin est différent, pourraient figurer dans les albums de Barbe-Rouge.

### Captain Daring
Captain Daring et son ami Patch prennent possession d’un navire et de son équipage coincé sur une île déserte. C’est le début pour tous de trépidantes aventures qui le conduiront à sauver la nièce du gouverneur de l’île (fictive) d’Illyria située dans les Caraïbes.

Désormais l’île servira de havre de paix entre deux aventures de celui qui n’est pas un pirate mais bien plutôt un corsaire. Les aventures sont multiples et vont de la recherche sous-marine du trésor d’un galion coulé mais protégé par de curieux hommes-poissons à la traditionnelle bataille de pirates.

Ce capitaine est sans aucun doute le véritable héros de la revue. C’est lui qui truste les 9 couvertures. Son physique, sa taille, sa fine moustache évoquent inévitablement Errol Flynn, le fameux swashbuckler d’origine australienne qui connut la gloire à Hollywood. Plus que Tyrone Power pourtant épatant dans le Cygne noir (1942), Errol Flynn incarne le flibustier de cinéma pour ses rôles dans Capitaine Blood (1935), L’Aigle des Mers (1940), tirés de deux romans de Rafael Sabatini et enfin À l'abordage alors que sa gloire est déjà presqu’évanouie.

Soulignons enfin, que la plupart des dessins sont de Reed Crandall mais dans un style moins affirmé, moins mature que celui qu’il affichera peu de temps après chez EC Comics.

### Corsair Queen
Lila, reine des corsaires, est une héroïne tardive de la revue. Son intérêt tient plus à ses formes qu’aux histoires très classiques qu’elle offre aux lecteurs.

### Eric Falcon
L’amiral Falcon vient de passer de vie à trépas. Il laisse à ses trois héritiers : un château, un coffre et une épée. La demeure sera pour Fortuna Dell, le coffre pour ce gredin de Pancras et l’épée pour Eric. Mais Pancras déchante vite de ce mauvais choix car il s’avère que le coffre tant convoité est vide. En revanche le manche de l’épée contient lui une fort précieuse carte…
Comme on le voit le schéma est plutôt très classique, et pourtant cette première aventure est la plus originale tant les autres paraissent éculées. Une bande sans surprise ni grand intérêt.

### The Spanish Main
Une série ? Oui et non. Oui car c’est bien sous ce titre qu’elle apparait en 6 occasions (du #19 au #24). Mais non si l’on considère qu’elle change de personnages à chaque nouvelle livraison. La minceur de chaque aventure, 6 planches, empêche autre chose que l’anecdote et surtout l’ellipse.

Pour des francophones, ce titre peut paraître énigmatique; en fait on doit le traduire par Mer des Caraïbes puisque c'est ainsi qu'il est compris en anglais. Soulignons que le titre fait également référence au film de Frank Borzage de 1945 avec Paul Henreid et Maureen O’Hara et que l’on connait en France sous le titre de Pavillon noir.

## Publications
Le classement se fait par ordre alphabétique de héros.

### Adam Peril
#24 (Novembre 1950)
1.	Ours was a troubled nation in 1801... – 10 planches
#25 (Janvier 1951)
2.	Captain Phantom – 10 planches
#26 (Mars 1951)
3.	Serpent of the Sea – 10 planches
Dessins : Rudy Palais ?
#27 (Mai 1951)
4.	The Signet of the King – 10 planches

### Black Roger
#19 (Janvier 1950)
1.	"The Moslem corsairs were the terrors..." – 7 planches
#20 (Mars 1950)
2.	Jaril the Renegade – 7 planches
Dessins : Reed Crandall ?
#21 (Mai 1950)
3.	The power of lightning is invoked... – 7 planches
#22 (Juillet 1950)
4.	Beware treachery, Black Roger!! – 7 planches
#23 (Septembre 1950)
5.	The Barbary pirate – 7 planches
#24 (Novembre 1950)
6.	Black Roger fighting to defend the crescent banner of the Moslems? – 8 planches
Dessins : Reed Crandall ?
#25 (Janvier 1951)
7.	The Jaws of Allah – 8 planches
#26 (Mars 1951)
8.	A golden girl of the far Orient – 8 planches
#27 (Mai 1951)
9.	The Lady in the Iron Mask – 8 planches

### Capitaine Daring
#19 (Janvier 1950)
1.	"Ahoy for the days of piracy!!" – 10 planches
Dessins : Reed Crandall
#20 (Mars 1950)
2.	Strange Sea Demon – 10 planches
Dessins : Reed Crandall
#21 (Mai 1950)
3.	Savages once ruled the New World – 10 planches
Dessins : Reed Crandall
#22 (Juillet 1950)
4.	Pirates Beware! – 10 planches
#23 (Septembre 1950)
5.	Cannons roar and battle flags fly... – 10 planches
#24 (Novembre 1950)
6.	Disaster on the Sea --- Disaster on the Land – 13 planches
#25 (Janvier 1951)
7.	The Ocean of Never Return – 13 planches
#26 (Mars 1951)
8.	Boomerang of Justice – 12 planches
#27 (Mai 1951)
9.	Alliance of Evil – 12 planches

#### Textes
- The sunrise gun (#22) 1 page
- Dead Man’s Steel (#24) 2 pages
- Betrayal (#25) 2 pages

### Corsair Queen
#25 (Janvier 1951)

1.	Tigress of the Sea – 6 planches
#26 (Mars 1951)

2.	King of Corpse Cay – 7 planches
#27 (Mai 1951)

3.	The Castle of Greed! – 8 planches

### Eric Falcon
#19 (Janvier 1950)

1.	Eric Falcon, Soldier of Fortune – 7 planches
#20 (Mars 1950)

2.	Destroying His Destroyers – 7 planches
Dessins : Bill Ward
#21 (Mai 1950)
3.	Witchcraft!! – 7 planches
#22 (Juillet 1950)
4.	Look Out Eric Falcon... – 7 planches
#23 (Septembre 1950)
5.	It was a strange document... – 7 planches
#24 (Novembre 1950)
6.	An Empire of the Pirates! ... – 7 planches
#25 (Janvier 1951)
7.	The Surrender of Eric Falcon! – 7 planches
#26 (Mars 1951)
8.	Bloody Finger of Fate – 7 planches
Dessins : Murphy Anderson ?
#27 (Mai 1951)
9.	The Code of Treachery! – 7 planches

### The Spanish Main
#19 (Janvier 1950)
1.	Protector or pirate… – 6 planches
#20 (Mars 1950)
2.	Luckless Loveless – 6 planches
#21 (Mai 1950)
3.	The Pirates Looted Bisco Bay... – 6 planches
#22 (Juillet 1950)
4.	The Pirate Queen loved her captive – 6 planches
#23 (Septembre 1950)
5.	Marooned – 6 planches
#24 (Novembre 1950)
6.	The Spanish Main – 6 planches